# 6정
6정(六停)은 544년(진흥왕 5년)부터 9주 5소경 체제가 정립된 685년(신문왕 5년)까지 신라의 지역 최고 군사조직으로서 행정조직의 기능을 겸하였고, 이후 9주 5소경 체제를 마련하는데 기반이 된 조직이다.

## 개요
신라 지증왕부터 영토확장정책을 펴면서 점령지에 군사조직인 정(停)을 배치하고 정을 중심으로 지방행정조직인 주(州)를 설치하였다. 《삼국사기》 제40권 잡지 제9(신라 무관 3)에서 "군대의 칭호는 첫째가 육정(六停), 둘째가 구서당(九誓幢), 세째가 십당(十幢, 십정 혹은 삼천당)…"이라고 기술한 것으로 보아, 6정은 점령지를 관할하는 야전군으로서 신라 최고의 지역 군사행정조직이었을 것으로 추정된다. 이들은 금색(衿色, 목둘레 깃의 색)으로 구분되었다.

### 대당
대당(大幢)은 6정 중 제1군단으로 544년(진흥왕 5년)에 처음으로 두었다. 깃의 색은 자백(紫白)색이었다.

### 상주정
상주정(上州停)은 552년(진흥왕 13년)에 두었다가 673년(문무왕 13년)에 귀당(貴幢)으로 고쳤는데, 깃의 색은 청적(靑赤)색이다.

### 한산정
한산정(漢山停)은 원래 신주정(新州停)이었다. 568년(진흥왕 29년)에 남천정으로 옮겼다가 604년(진평왕 26년)에 한산정을 다시 설치했는데, 깃의 색은 황청색이다.
551년 백제 성왕과 연합하여 고구려가 점유하고 있던 한강 유역을 공격한 진흥왕은 553년 백제와의 동맹을 깨고 한강 하류까지 빼앗았고, 이곳에 신주정(新州停)을 두어 아찬 무력을 군주(軍主)로 삼아 관할하게 하였다. 557년(진흥왕 18년) 신주정을 북한산(北漢山, 현 서울의 한강 이북 지역)으로 옮겼는데, 568년(진흥왕 29년)에는 남한강의 남천(현 경기도 이천시)으로 옮겼다가 604년(진평왕 26년)에 다시 한산정(漢山停, 현 경기도 하남시)을 설치하였다.

### 우수정
우수정(牛首停)은 원래 비열홀정(比烈忽停)이다. 673년(문무왕 13년)에 비열홀정(현 강원도 안변군)을 폐지하고 우수정(현 강원도 춘천시)을 두었는데, 깃의 색은 녹백(綠白)색이다.

### 하서정
하서정(河西停)은 원래 실직정(悉直停)이다. 658년(신라 태종 5년)에 실직정을 폐지하고 하서정을 두었는데, 깃의 색은 녹백(綠白)색이다.
505년(지증왕 6년) 실직정(현 강원도 삼척시)이 설치되고, 이사부를 군주(軍主)로 삼았다. 639년(선덕왕 8년) 하슬라(현 강원도 강릉시)를 북소경(北小京)으로 삼고 사찬 진주에게 지키게 하였다. 658년(신라 태종 5년)에 태종무열왕은 하슬라 땅의 경계가 말갈과 맞닿아 있으므로 사람들이 편안하게 살지 못한다고 여겨 경(京)을 폐지하여 주(州)로 삼고 도독을 두어 지키게 하였다. 또 실직(삼척)을 북진(北鎭)으로 삼았다.

### 완산정
완산정(完山停)은 원래 하주정(下州停)이다. 685년(신문왕 5년)에 하주정을 폐지하고 완산정을 두었는데, 깃의 색은 백자(白紫)색이다.
하주정은 555년(진흥왕 16년)에 비사벌(현 경상남도 창녕군)에 하주(下州)를 설치할 때 창설되었다. 이후에는 전세(戰勢)에 따라 치소(治所)가 이동해 565년 대야(大耶), 642년(선덕여왕 11년) 압량, 661년(태종무열왕 8년) 다시 대야로 옮겼다가 685년에 완산주(현 전라북도 전주시)가 설치될 때 폐지되었다.

## 9서당 10정

### 9서당
9서당(九誓幢)은 신라 삼국 통일 이후 군대 편제의 하나이다. 진평왕 5년(583년)부터 증설되어 신문왕 7년(687년)에 완성된 중앙군으로 신라인 출신 뿐만 아니라 고구려인, 백제인 출신 포함하여 만들어진 군대로 왕에게 충성을 맹세하는 직속부대였던 듯하다. 이는 이국민(異國民)에 대한 반란의 위험을 덜고, 중앙의 병력을 강화한다는 두 가지 효과를 노린 것으로, 금색(衿色, 목둘레 옷깃의 색)에 의하여 부대를 구별하였다.

### 10정
10정(十停)은 통일 신라의 군대 편제 가운데 하나이다. 9주·5소경의 완성과 거의 같은 시기에 설치된 것으로 추측되며, 지방에 배치된 중요한 부대였다. 10정은 가장 지역이 넓고 또 국방상의 요지인 한산주(漢山州)에만 2개 정을 설치했으며, 다른 8개 주에는 1개 정씩을 배치했다. 이 10정은 국방만이 아니라 경찰의 임무까지도 담당한 듯하다.